# Земля в трансе
«Земля в трансе» (порт. Terra em Transe) — второй фильм известной трилогии (другие два — «Бог и дьявол на земле Солнца», порт. Deus e o Diabo na Terra do Sol и «Дракон зла против святого воителя») бразильского режиссёра Глаубера Роши — один из самых ярких примеров «нового кино» Бразилии.

## Описание
«Земля в трансе» был выдвинут на «Золотую пальмовую ветвь» кинофестиваля в Каннах в категории лучший фильм. В киноленте в аллегорической форме отображается политическая ситуация, сложившаяся в Бразилии в период прихода к власти военной диктатуры.

## Сюжет
Действие развивается в вымышленной латиноамериканской стране «Эльдорадо». Пауло Мартинс — поэт и журналист оказывается вовлечён в политическую борьбу за власть между Порфирио Диасом — политиком правого толка, и Фелипе Виейрой — популистским политиком. С каждым из них его связывала «дружба». 
 Порфирио Диас мечтает стать императором «Эльдорадо», чтобы подчинить весь народ своей воле, но многие не желают этого и сами хотят заполучить власть в свои руки.

## В ролях
- Жардел Фильо — Пауло Мартинс
- Пауло Аутран — Порфирио Диас
- Жозе Левгой — Фелипе Виейра
- Глаусе Роша — Сара
- Пауло Грасиндо — Жулио Фуэнтес
- Франсиско Милани — Алдо
- Уго Карвана — Алваро
- Жофре Соарес — падре Жил
- Дануза Леан — Силвия
- Пауло Сезар Перейо — студент
- Марио Лаго
- Телма Рестон
- Модесто ди Соуза
- Флавио Мильяччо — эпизод

## Награды
- 1967 — премия ФИПРЕССИ на кинофестивале в Каннах (лучший фильм)
- 1967 — премия Луиса Бунюэля на кинофестивале в Каннах
- 1967 — премия кинофестиваля в Локарно — лучший фильм
- 1967 — премия кинофестиваля в Гаване — лучший фильм[4].

## Дополнительная информация
- В апреле 1967 года фильм был запрещён к показу по всей территории Бразилии как «подрывающий устои и непочтительный». Запрет был снят при выполнении следующего условия: падре, роль которого исполнил Жофре Соарес, дадут имя[3].
- Американскому кинорежиссёру Мартину Скорсезе настолько понравился этот фильм, что он приобрёл копию киноленты на 35-миллиметровой плёнке для своей личной фильмотеки[5].